# Ykkönen 2001
Die Ykkönen 2001 war die achte Spielzeit der zweithöchsten finnischen Fußballliga unter diesem Namen und die insgesamt 64. Spielzeit seit der offiziellen Einführung einer solchen im Jahr 1936. Sie begann am 28. April und endete am 6. Oktober 2001.

## Modus
Die 20 Mannschaften spielten in zwei Gruppen zu je 10 Teams jeweils drei Mal gegeneinander. Die beiden Erst- und Zweitplatzierten spielten in zwei Runden einen Aufsteiger in die Veikkausliiga 2002 aus, sowie einen Play-off-Teilnehmer, der dann gegen den Elften der Veikkausliiga um den Aufstieg kämpfte.
Die jeweils Letzten und Vorletzten stiegen direkt in die Kakkonen ab, die beiden Achtplatzierten spielten in der Relegation gegen den Abstieg.

## Teilnehmer
| Verein            | Stadt        |
| ----------------- | ------------ |
| FC Honka Espoo    | Espoo        |
| Hangö IK          | Hanko        |
| FC Jokrut         | Helsinki     |
| Helsingfors IFK   | Helsinki     |
| IF Gnistan        | Helsinki     |
| FC Kuusankoski    | Kuusankoski  |
| JK Rakuunat       | Lappeenranta |
| Salon Palloilijat | Salo         |
| Turku PS          | Turku        |
| AC Vantaa         | Vantaa       |

| Verein                 | Stadt       |
| ---------------------- | ----------- |
| FC Hämeenlinna         | Hämeenlinna |
| FF Jaro                | Jakobstad   |
| FC Mikkeli             | Mikkeli     |
| Närpes Kraft FF        | Närpes      |
| Tervarit Oulu          | Oulu        |
| Musan Salama           | Pori        |
| Pallo-Iirot Rauma      | Rauma       |
| TP-Seinäjoki           | Seinäjoki   |
| Tampeeren Pallo-Veikot | Tampere     |
| Tornion Pallo -47      | Tornio      |

## Tabellen

### Gruppe Süd
| Pl. | Verein                | Sp. | S  | U | N  | Tore    | Diff. | Punkte |
| --- | --------------------- | --- | -- | - | -- | ------- | ----- | ------ |
| 1.  | Turku PS (A)          | 27  | 13 | 8 | 6  | 036:150 | +21   | 47     |
| 2.  | JK Rakuunat           | 27  | 12 | 7 | 8  | 037:240 | +13   | 43     |
| 3.  | FC Jokrut             | 27  | 13 | 3 | 11 | 038:380 | ±0    | 42     |
| 4.  | FC Honka Espoo        | 27  | 12 | 4 | 11 | 037:430 | −6    | 40     |
| 5.  | Hangö IK              | 27  | 11 | 5 | 11 | 043:400 | +3    | 38     |
| 6.  | Helsingfors IFK       | 27  | 11 | 4 | 12 | 039:390 | ±0    | 37     |
| 7.  | FC Kuusankoski (N)    | 27  | 11 | 4 | 12 | 027:330 | −6    | 37     |
| 8.  | IF Gnistan (N)        | 27  | 9  | 9 | 9  | 037:290 | +8    | 36     |
| 9.  | AC Vantaa (N) 1       | 27  | 8  | 6 | 13 | 021:410 | −20   | 30     |
| 10. | Salon Palloilijat (N) | 27  | 8  | 4 | 15 | 027:400 | −13   | 28     |

Platzierungskriterien: 1. Punkte – 2. Tordifferenz – 3. geschossene Tore

| (A) | Absteiger aus der Veikkausliiga 2000 |
| (N) | Aufsteiger                           |

### Gruppe Nord
| Pl. | Verein                 | Sp. | S  | U | N  | Tore    | Diff. | Punkte |
| --- | ---------------------- | --- | -- | - | -- | ------- | ----- | ------ |
| 1.  | FC Hämeenlinna         | 27  | 19 | 6 | 2  | 056:120 | +44   | 63     |
| 2.  | FF Jaro                | 27  | 17 | 5 | 5  | 057:180 | +39   | 56     |
| 3.  | TP-Seinäjoki           | 27  | 13 | 8 | 6  | 042:250 | +17   | 47     |
| 4.  | Tervarit Oulu          | 27  | 12 | 5 | 10 | 050:350 | +15   | 41     |
| 5.  | Tampeeren Pallo-Veikot | 27  | 11 | 4 | 12 | 038:340 | +4    | 37     |
| 6.  | Närpes Kraft FF        | 27  | 10 | 6 | 11 | 046:350 | +11   | 36     |
| 7.  | Tornion Pallo -47 (N)  | 27  | 11 | 3 | 13 | 042:350 | +7    | 36     |
| 8.  | FC Mikkeli             | 27  | 9  | 6 | 12 | 026:380 | −12   | 33     |
| 9.  | Pallo-Iirot Rauma      | 27  | 7  | 4 | 16 | 031:560 | −25   | 25     |
| 10. | Musan Salama           | 27  | 2  | 1 | 24 | 020:120 | −100  | 07     |

Platzierungskriterien: 1. Punkte – 2. Tordifferenz – 3. geschossene Tore

| (A) | Absteiger aus der Veikkausliiga 2000 |
| (N) | Aufsteiger                           |

## Play-offs

### Halbfinale
|                | Gesamt |             | Hinspiel | Rückspiel |
| -------------- | ------ | ----------- | -------- | --------- |
| FC Hämeenlinna | 4:0    | JK Rakuunat | 1:0      | 3:0       |
| Turku PS       | 4:0    | FF Jaro     | 2:2      | 0:3       |

### Finale
|                | Gesamt |         | Hinspiel | Rückspiel |
| -------------- | ------ | ------- | -------- | --------- |
| FC Hämeenlinna | 4:2    | FF Jaro | 2:0      | 2:2       |

Hämeenlinna stieg in die Veikkausliiga auf, FF Jaro musste noch eine weitere Runde gegen den Elften der ersten Liga bestreiten.

### Relegation Aufstieg
|         | Gesamt |            | Hinspiel | Rückspiel |
| ------- | ------ | ---------- | -------- | --------- |
| FF Jaro | 5:4    | FC Jokerit | 1:1      | 4:3       |

Damit stieg auch FF Jaro in die Veikkausliiga auf.

### Relegation Abstieg
|                | Gesamt    |            | Hinspiel | Rückspiel |
| -------------- | --------- | ---------- | -------- | --------- |
| Koparit Kuopio | 2:6       | IF Gnistan | 0:2      | 2:4       |
| PP-70 Tampere  | (a)2:2(a) | FC Mikkeli | 1:0      | 1:2       |

Gnistan blieb in der Ykkönen, Mikkeli stieg in die Kakkonen ab.